# Tamsyn
 (avril 2009).
 (avril 2009).
Si vous disposez d'ouvrages ou d'articles de référence ou si vous connaissez des sites web de qualité traitant du thème abordé ici, merci de compléter l'article en donnant les références utiles à sa vérifiabilité et en les liant à la section « Notes et références ».
Tamsyn est un prénom féminin d'origine araméenne, peu répandu. 
Comme le prénom Thomas, il est issu de l’araméen תְּאוֹמָא  et signifie « jumelle ». 
Il peut s'écrire de plusieurs manières, notamment Tamsin, Tamseen, Tamsine. La plupart des « Tamsyn » vivent dans des pays anglo-saxons.

## Personnalités
- Tamsyn Leevey (1978-), joueuse professionnelle de squash néo-zélandaise.
- Tamsyn Lewis (1978-), athlète australienne.
- Tamsyn Muir (1985-), romancière et nouvelliste néo-zélandaise de science-fiction et de fantasy.